# Zoltán Horváth
Zoltán Horváth (Balatonfüred, 12 de marzo de 1937-Budapest, 12 de junio de 2025) fue un deportista húngaro que compitió en esgrima, especialista en la modalidad de sable.

## Carrera deportiva
Participó en dos Juegos Olímpicos de Verano en los años 1960 y 1964, obteniendo dos medallas en Roma 1960, oro en la prueba por equipos y plata en individual. Ganó nueve medallas en el Campeonato Mundial de Esgrima entre los años 1957 y 1966.

## Palmarés internacional
| Juegos Olímpicos   | Juegos Olímpicos            | Juegos Olímpicos  | Juegos Olímpicos  |
| Año                | Lugar                       | Medalla           | Prueba            |
| ------------------ | --------------------------- | ----------------- | ----------------- |
| 1960               | Roma (Italia)               | Medalla de oro    | Sable por equipos |
| 1960               | Roma (Italia)               | Medalla de plata  | Sable individual  |
| Campeonato Mundial |                             |                   |                   |
| Año                | Lugar                       | Medalla           | Prueba            |
| 1957               | París (Francia)             | Medalla de oro    | Sable por equipos |
| 1958               | Filadelfia (Estados Unidos) | Medalla de oro    | Sable por equipos |
| 1959               | Budapest (Hungría)          | Medalla de plata  | Sable por equipos |
| 1961               | Turín (Italia)              | Medalla de bronce | Sable por equipos |
| 1962               | Buenos Aires (Argentina)    | Medalla de oro    | Sable individual  |
| 1962               | Buenos Aires (Argentina)    | Medalla de plata  | Sable por equipos |
| 1965               | París (Francia)             | Medalla de bronce | Sable individual  |
| 1966               | Moscú (URSS)                | Medalla de oro    | Sable por equipos |
| 1966               | Moscú (URSS)                | Medalla de bronce | Sable individual  |